# Crassiza
Crassiza (in croato Krasica) è un paesino nel comune di Buie, nell'Istria croata.

## Geografia fisica
Il clima è di tipo subcontinentale, caratterizzato da estati calde e soleggiate ma abbastanza ventilate ed inverni complessivamente miti. 
| Crasizza            | Mesi | Mesi | Mesi | Mesi | Mesi | Mesi | Mesi | Mesi | Mesi | Mesi | Mesi | Mesi | Stagioni | Stagioni | Stagioni | Stagioni | Anno  |
| Crasizza            | Gen  | Feb  | Mar  | Apr  | Mag  | Giu  | Lug  | Ago  | Set  | Ott  | Nov  | Dic  | Inv      | Pri      | Est      | Aut      | Anno  |
| ------------------- | ---- | ---- | ---- | ---- | ---- | ---- | ---- | ---- | ---- | ---- | ---- | ---- | -------- | -------- | -------- | -------- | ----- |
| T. max. media (°C)  | 7,0  | 8,3  | 11,5 | 15,4 | 20,1 | 23,7 | 26,5 | 26,1 | 22,5 | 17,9 | 12,2 | 8,8  | 8,0      | 15,7     | 25,4     | 17,5     | 16,7  |
| T. min. media (°C)  | 2,7  | 3,1  | 5,3  | 8,4  | 12,7 | 16,3 | 18,9 | 18,8 | 15,7 | 11,8 | 6,9  | 4,2  | 3,3      | 8,8      | 18,0     | 11,5     | 10,4  |
| Precipitazioni (mm) | 78   | 72   | 75   | 90   | 82   | 89   | 70   | 92   | 111  | 102  | 122  | 92   | 242      | 247      | 251      | 335      | 1 075 |

## Storia

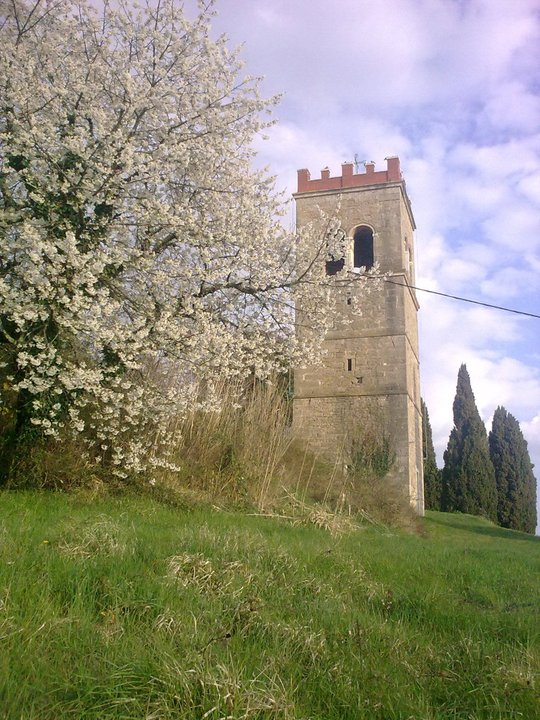
Foto scattata in primavera a Crassiza

Nella grotta, Valeron, sulla collina che sovrasta la valle del fiume Quieto, sono stati trovati reperti riconducibili all'età del ferro e varie iscrizioni e monete di epoca romana.
Nel 1320 il vescovo Biaquino III divenne proprietario dell'insediamento. Successivamente De la Torre con il figlio Francesco Oslacco costruì un forte su questo sito, più avanti furono costruite diverse case e chiese nel territorio circostante il forte (chiamato anche cittadella). 
Nel 1343, mentre Biaquino governava il sito, questo strinse un'alleanza con i conti di Gorizia contro Venezia, anche se dopo pochi anni quando vide la potenza navale della repubblica veneta, invalidò l'alleanza schierandosi con il Veneto e così sconfiggendo i conti di Gorizia. Successivamente passò sotto il dominio austro-ungarico fino alla fine della prima guerra mondiale, quando entrò a far parte dell'Italia. Successivamente passò sotto il dominio della Jugoslavia e poi sotto quello della Croazia (dal 1991) della quale fa parte tuttora.
Oggi il paesino è famoso per la produzione dell'olio, infatti sulla targa d'ingresso c'è scritto "terra dell'olivo" e ogni anno si tiene un festival chiamato Oleum Olivarum.

## La comunità degli italiani
La comunità degli italiani è nata il 2 luglio 1994 ed è formata da un'assemblea di 15 membri e da una giunta esecutiva di 7 membri. La sede è composta da quattro spazi: sala spettacoli e conferenze, biblioteca fornita di 200 volumi, uffici di segretaria e presidenza. La sezione sportiva (calcio e pallavolo) e quella giovanile organizzano periodicamente feste e manifestazioni varie.

## Società

### Evoluzione demografica
Abitanti censiti

Il censimento austriaco del 1910 registrava nel comune catastale di Crassizza (comprendente anche le località vicine) 958 abitanti, per il 51% italiani e per il 49% serbocroati . In realtà nei censimenti precedenti il paese era risultato a stragrande maggioranza di lingua italiana: il dato del 1910, secondo il demografo Olinto Mileta Mattiuz, costituisce un'anomalia demografica, a favore della componente croata.

### Etnie
|                |                |  |        |        |
| -------------- | -------------- |  | ------ | ------ |
| Istriani       | Istriani       |  | 43,02% | 43,02% |
| Croati         | Croati         |  | 23,25% | 23,25% |
| Italiani       | Italiani       |  | 22,09% | 22,09% |
| Albanesi       | Albanesi       |  | 1,16%  | 1,16%  |
| Jugoslavi      | Jugoslavi      |  | 1,16%  | 1,16%  |
| Sloveni        | Sloveni        |  | 0,58%  | 0,58%  |
| Non dichiarato | Non dichiarato |  | 3,48%  | 3,48%  |